# Tylopsis peneri
Tylopsis peneri är en insektsart som beskrevs av David R. Ragge 1974. Tylopsis peneri ingår i släktet Tylopsis och familjen vårtbitare. Inga underarter finns listade i Catalogue of Life.